# Антоніо Монтіко
Антоніо Монтіко (італ. Antonio Montico, 30 грудня 1932, Вальвазоне — 27 травня 2013) — італійський футболіст, що грав на позиції півзахисника, зокрема за клуб «Ювентус», а також національну збірну Італії.

## Клубна кар'єра
Народився 30 грудня 1932 року в місті Вальвазоне. Вихованець футбольної школи клубу «Про Горіція» . Дорослу футбольну кар'єру розпочав 1950 року в основній команді того ж клубу, в якій провів один сезон. 
Протягом 1951—1953 років захищав кольори клубу «Удінезе», у складі якого виходив на поле лише епізодами.
1953 року перейшов до «Ювентуса», в якому провів наступні сім сезонів своєї ігрової кар'єри. В сезонах 1957/58 і 1959/60 виборював титул чемпіона Італії, також двічі ставав володарем Кубка Італії.
Сезон 1960/61 провів у «Барі», після чого ще на сезону повернувся до «Ювентуса», в якому протягом року взяв участь лише у двох іграх.
Завершував ігрову кар'єру в команді «Анконітана», за яку виступав протягом 1962—1966 років.

## Виступи за збірну
У листопаді 1955 року дебютував в офіційних матчах у складі національної збірної Італії грою на Кубок Центральної Європи 1955—1960. Наступного місяця провів свою другу і останню гру у складі національної команди.

## Кар'єра тренера
Протягом останнього сезону виступів за «Анконітану» був її граючим тренером.
Згодом вирішив продовжити тренерську кар'єру. Тренував команду «Аоста», а у другій половині 1970-х — «Про Верчеллі».
Помер 27 травня 2013 року на 81-му році життя.
| Дата       | Місто    | Господарі | Результат | Гості  | Турнір                             | Голи | Примітки |
| ---------- | -------- | --------- | --------- | ------ | ---------------------------------- | ---- | -------- |
| 27-11-1955 | Будапешт | Угорщина  | 2 – 1     | Італія | Кубок Центральної Європи 1955—1960 | -    |          |
| 18-12-1955 | Рим      | Італія    | 2 – 1     | ФРН    | товариський матч                   | -    |          |
| Усього     |          | Матчів    | 2         |        | Голів                              | 0    |          |

## Титули і досягнення
- Чемпіон Італії (2):

«Ювентус»: 1957-1958, 1959-1960
- Володар Кубка Італії (2):

«Ювентус»: 1958-1959, 1959-1960